# Хилхорст
Хилхорст (њем. Hüllhorst) општина је у њемачкој савезној држави Северна Рајна-Вестфалија. Једно је од 11 општинских средишта округа Минден-Либеке. Према процјени из 2010. у општини је живјело 13.524 становника. Посједује регионалну шифру (AGS) 5770016, NUTS (DEA46) и LOCODE (DE HHT) код.

## Географски и демографски подаци
Хилхорст се налази у савезној држави Северна Рајна-Вестфалија у округу Минден-Либеке. Општина се налази на надморској висини од 115 метара. Површина општине износи 44,7 km². У самом мјесту је, према процјени из 2010. године, живјело 13.524 становника. Просјечна густина становништва износи 302 становника/km².

## Међународна сарадња
| Мјесто       | Држава      | Врста сарадње | Од    |
| ------------ | ----------- | ------------- | ----- |
| Мјадел       | Бјелорусија | контакт       | 1995. |
| Ингелмунстер | Белгија     | партнерство   | 1976. |
| Извор        |             |               |       |